# Центристи — Новий центр
Центристи — Новий центр (фр. Les Centristes — Nouveau Centre) — французька ліберальна політична партія, що відома також як Європейська Соціал-ліберальна партія. Партія була створена у 2007 році членами Союзу за французьку демократію (UDF) які не були згодні з рішенням Франсуа Байру заснувати демократичний рух і хотів підтримати новообраного президента Ніколя Саркозі. Партія має 22 місця із 577 у Національних зборах, 11 місць із 343 у Сенаті та 3 місця із 72 виділених для Франції в Європарламенті (входить до фракції Європейської народної партії).

## Історія
Про створення партії було оголошено 29 травня 2007 року під час прес-конференції. Під час парламентських виборів в червні 2007 року 17 депутатів членів Нового центру були обрані депутатами Національної асамблеї (Національних зборів), а також п'ять безпартійних депутатів за його підтримки. Три депутати було обрано у першому турі, серед них лідер партії — міністр оборони Ерве Морін, який висувався від департаменту Ер (50,05% голосів).
У своєму другому кабінету, прем'єр-міністр Франсуа Фійон призначив трьох членів Нового центру членами уряду: Ерве Морена міністром оборони, Андре Сантіні державним секретарем з питань державних службовців і Валері Летард державним секретарем з питань соціальної солідарності.